# بیت الجبیت (روستا)
 بیت الجبیت  به عربی ( بیت اَلجَبیت  )، روستایی است در دهستان المَنار  از توابع استان   اَبیَن   در کشور یمن در شبه جزیره عربستان.

## جمعیت
جمعیت آن (۵۵) نفر (۴ خانوار) می‌باشد.